# Cassia monserratensis
Cassia monserratensis là một loài thực vật có hoa trong họ Đậu. Loài này được Lundell miêu tả khoa học đầu tiên năm 1937.